# Führungspsychologie
Die Führungspsychologie ist ein eigenständiges und traditionsreiches Teilgebiet der Wirtschaftspsychologie. Sie beschäftigt sich mit dem Erleben und Verhalten von Menschen im Rahmen der Beeinflussung durch Führungskräfte. Ihre theoretische Fundierung besteht in einer Rezeption psychologischer, insbesondere organisationspsychologischer Forschungsbefunde. Viele Führungskräfte sind beispielsweise auf die Teamführung schlecht oder gar nicht vorbereitet. Deshalb ist der Bedarf an Informationen über erfolgreiche Führung sowohl in der Theorie als auch in der Praxis hoch.

## Merkmale der Führungspsychologie
Die Führung von Menschen stellt ein komplexes Phänomen dar, dessen Facetten nach differenzierter Betrachtung und Analyse verlangen. Die Führungspsychologie leistet ihren Beitrag durch die Beschäftigung mit den Teilaspekten der Führung auf den verschiedenen Gebieten des menschlichen Zusammenlebens. In Anlehnung an Gibb nennt Lukascyk zur Führungspsychologie folgende vier Variablen, die miteinander in Beziehung stehen und als Wegbereiter der führungsbezogenen Interaktionstheorie gelten:
- Die Persönlichkeitsstruktur der Führungskraft einschließlich ihrer angeborenen Begabungen, und Fähigkeiten als auch ihrer individuellen Erfahrungen.
- Die Persönlichkeiten der Geführten einschließlich deren individueller Einstellungen, Erwartungen und Bedürfnisse in Bezug auf den Führenden als auch auf die Situation.
- Die Gruppe als Ganzes als ein differenziertes und integriertes System von Status-Rollen-Beziehungen und von gemeinsamen Gruppennormen.
- Die Situation, in der sich Führungskraft und Gruppe befinden. Hierzu gehören die Art und Weise der zu bewältigenden Aufgabe, das Gruppenziel und sonstige äußere Bedingungen.

Werden diese Elemente durch Führungsziele, Führungsinstrumente bzw. den gemeinsam zu erzielenden Erfolg ergänzt und systemtheoretisch in einen Regelkreis eingebracht, dann entsteht der personenorientierte Führungsprozess.
Die führungspsychologische Forschung widmet sich außer der Klärung des Prozessphänomens auch der Frage des Zustandekommens von Führerschaft, und sie analysiert die Auswirkungen von Führung. Dabei geht es um die Beschreibung und Klassifikation unterschiedlicher Formen des Führungsverhaltens bzw. der Führungsstile und um die Analyse des Einflusses auf die Gruppen bzw. auf das Gesamtsystem.

### Teilgebiete
Die Führungspsychologie konzentriert sich auf jene psychologischen Aspekte, die mit der ziel- bzw. situationsbezogenen Beeinflussung von Menschen durch Führungskräfte verbunden sind. Die Geführten sind unter Einsatz von Führungsinstrumenten auf einen gemeinsam zu erzielenden Erfolg hinzuführen.
Das Hauptziel der Forschungsaktivitäten besteht in der Gewinnung von aussagefähigen Führungstheorien. Wichtige Forschungsgebiete sind dabei beispielsweise die Führungsprozesse mit den Führungszielen, der Führungskraft, den Führungsstilen, dem Führungserfolg (Umsetzungskompetenz) und den Führungskompetenzen in der Führungskräfteentwicklung.
Außerdem bilden unter anderem die Führungskompetenz, die Managementmethoden, die Führungsorganisation, die Präsentation, die Arbeitsmethodik, das Anti-Stress-Training und der kontinuierliche Verbesserungsprozess Felder der Betrachtung.
Dabei sind insbesondere führungsbezogene Erkenntnisse der Persönlichkeits-, Gruppen-, Motivations-, Kommunikations-, Lern- und Volitionspsychologie einzubeziehen.

### Abgrenzung
Die Führungspsychologie grenzt sich von anderen Betrachtungsfeldern der Psychologie ab, denn sie sieht die folgenden Gebiete der viel weiter gefassten Organisationspsychologie, zu der sie teilweise gerechnet wird, nicht als ihre Betrachtungsgegenstände an: Organisationswahl durch Individuen, interkulturelles Management, Organisationskultur, Organisationsdiagnostik, Change Management und Verlassen der Organisation.
Von der Personalpsychologie ist sie ebenfalls abgrenzbar. Diese konzentriert sich vorrangig auf Betrachtungen des Individuums als Mitarbeiter einer Organisation. Die Führungspsychologie beschäftigt sich aber nicht mit den Themen der Personalplanung, des Personaleinsatzes bzw. der Personalwirtschaftskontrolle, mit denen sich die Personalwirtschaftslehre auseinandersetzt.
Die Sozialpsychologie als Wissenschaft vom Erleben und Verhalten zwischen Menschen hat zwar ebenfalls Schnittmengen mit Themen der Führungspsychologie (z. B. die soziale Gruppe), setzt sich aber auch mit Fachgebieten auseinander, die für die Führungspsychologie weniger interessant sind, z. B. soziale Interaktion und soziometrische Wahrnehmung des Individuums.

## Geschichte der Führungspsychologie
Einen Überblick über die Geschichte der Führungspsychologie gibt Hermann Liebel, der die Entwicklung der Führungspsychologie sehr umfassend und inhaltlich differenziert darstellt:
Impulse zur Führungspsychologie gingen u. a. von Frederick Winslow Taylor aus, der mit seinen Vorschlägen zum scientific management die Produktivität menschlicher Arbeit durch deren Teilung in kleine Arbeitsschritte zu steigern versuchte (Taylorismus). Im Gegensatz dazu bezog die kritische Sichtweise der Psychotechnik von William Stern und Hugo Münsterberg über die ökonomische Betrachtung hinaus vor allem psychologische und ergonomische Faktoren in die Betrachtung ein.
Im Laufe der Geschichte hat es sich gezeigt, dass das rein produktivitätsorientierte Management einer Ergänzung durch die soziale Einstellung der Unternehmensleitung bedarf. So bestand das Ziel der Human-Relations-Bewegung vor allem darin, die Führung von Gruppen in die Betrachtungen einzubeziehen. Die Forschungsergebnisse von Elton Mayo, Roetlisberger und Dickson (Hawthorne-Effekt), Whitehead und vor allem von George C. Homans zeigen, dass die menschlichen Beziehungen für das Arbeitsverhalten von erheblicher Bedeutung sind.
Während die Norton-Street-Gang-Untersuchung von White die innere Organisation von Gruppen bzw. das Verhalten des informellen Führers bzw. von Außenseitern eröffnete, zeigten die Konformitätsstudien von Solomon Asch, dass es in der Gruppe für die Führungskräfte ernstzunehmende Einflüsse der Gruppenmehrheit gibt. Mitglieder einer Gruppe passen sich häufig gegen ihre eigene Überzeugung der vermeintlichen Gruppenmeinung an.
Über die vielfältigen Aufgaben, Ziele und wissenschaftlichen Ergebnisse der Führungspsychologie in den siebziger Jahren informieren Arbeiten von Reiner Bastine (1972), Oswald Neuberger (1976), Harold L. Leavitt (1978) Manfred Sader (1976) und Manfred Liebel (1978).
Harold L. Leavitt hat die führungspsychologische Grundproblematik in die folgenden Formen eingeteilt:
- Der einzelne Mensch als Individuum
- Zwei Menschen im Rahmen der Kommunikation
- Drei bis zwanzig Menschen in einer Gruppe
- Hunderte/Tausende von Menschen in einer Organisation als Gesamtsystem.

Diese Einteilung zeigt, dass die Führungspsychologie in enger Verbindung zur Sozialpsychologie, Personalpsychologie und zur Organisationspsychologie steht. Neuere wissenschaftliche Arbeiten zur Führung von Arbeitsgruppen wurden von Sabine Pietruschka (2003) und von Jürgen Wegge (2004) vorgelegt.

## Verwandte Gebiete in der Psychologie
Die aktuelle Führungspsychologie erforscht das Führungsverhalten des Menschen, das Verhalten von Mitarbeitern sowie die dem Verhalten zugrunde liegenden Anlage- und Umweltfaktoren. In diesem Kontext baut sie oft auf die Erkenntnisse untergeordneter Teilbereiche auf:
- Die Persönlichkeitspsychologie, die sich mit Themen wie Bewusstsein/Unterbewusstsein, Selbstwertgefühl, Transaktionsanalyse, Soziale Kompetenz, Soft Skills, Verhaltensänderung, Persönlichkeit, Persönlichkeitsanalyse, Talent Management und mit Abwehrmechanismen beschäftigt.

- Die Gruppenpsychologie, die Ergebnisse der Gruppenforschung zur Teamführung präsentiert. Schnittmengen mit der Führungspsychologie finden sich hier bei Fragestellungen zur Führung von einzelnen Gruppenmitgliedern oder von ganzen Teams, Führung selbstregulierter Arbeitsgruppen, der Einfluss von Führungsstilen und Führungstechniken auf den Erfolg der Geführten.

- Die Motivationspsychologie, die sich ganz allgemein mit Handlungssteuerung, Handlungsimpulsen und Bedürfnissen beschäftigt. Für die Führungspsychologie relevante Themen sind hier die Motiven des Geführten, Anreizmöglichkeiten durch Führungskräfte: intrinsische und extrinsische Motivation, Leistungsmotivation, das Machtmotiv, Coaching und Motivation durch Zielvereinbarung.

- Die Kommunikationspsychologie, welche vor allem die interpersonale Kommunikation als gegenseitige Information von Menschen zum Betrachtungsgegenstand hat (z. B. Kommunikationstheorie von Watzlawik). Die Führungspsychologie leiten hier Erkenntnis über Verhalten in Konferenzen und Besprechungen, Konflikttraining, Konfliktlösung, Rückkehrgespräch und Gesprächsführung ab.

- Die Lernpsychologie, die sich mit sich den Vorgängen des psychologischen Vorgängen des Lernens, die sich als Produkte der Wissenschaft der Lerntheorien ergibt. Die Organisation ergibt sich aus dem Denken und dem effektiv Gelernten.

- Die Personalpsychologie, bei sie sich mit der Personalführung, Personalorganisation, Personalauswahl, Personalmarketing und dem Personalbetreuung bearbeitet.

- Die Organisationspsychologie, betätigt sich als Tätigkeit der Psychologie mit der Arbeit, dem Individuum, der Gruppe, dem Personal und der gesamten Organisation entwickelt.

## Führungstheorien
Während sich die Anfänge der Führungsforschung vor allem mit den Eigenschaften und dem Verhalten von Führungskräften und der Situation, in der Führung stattfindet, untersuchen neuere Forschungsansätze den Interaktionsprozess der Führung. Insgesamt haben sich folgende Theorien zur Menschenführung entwickelt:
- Kontingenztheorie (Führungslehre) von Fiedler (1967)
- Situatives Führen von Hersey und Blanchard
- Transaktionale Führung
- Authentische Führung
- Transformationale Führung von Bass und Avolio
- Führungskontinuum von Robert Tannenbaum und Warren H. Schmidt (1958)
- Systemische Führungstheorien

## Weiterführende Literatur aus dem Text
1. ↑  Günter Wiswede: Einführung in die Wirtschaftspsychologie. 4. Auflage. München/Basel 2007, S. 267.
2. 1 2  Hermann Liebel: Führungspsychologie. Göttingen / Toronto / Zürich 1978.
3. ↑  Oswald Neuberger: Führungsverhalten und Führungserfolg. Berlin 1976.
4. ↑  Harold L. Leavitt: Grundlagen der Führungspsychologie. Zürich 1978.
5. ↑  Manfred Sader: Psychologie der Gruppe. 8. Auflage. Weinheim/München 2002.
6. ↑  Sabine Pietruschka: Führung selbstregulierter Arbeitsgruppen. München/Mering 2003.
7. ↑  Jürgen Wegge: Führung von Arbeitsgruppen. Göttingen/Bern 2004.
8. ↑   Horst-Joachim Rahn: Aktuelle Führungspsychologie. Leipzig 2018, S. 67–217.